# Agelasida
Agelasida (лат.) — отряд губок из класса обыкновенных губок (Demospongiae).

## Описание
Небольшой отряд, характеризующийся наличием вертициллярно расположенных шипов (иногда с оксеотовыми производными). В остальном губки семейств, входящих в этот порядок, сильно отличаются по своему строению. Agelasidae обладают сложным строением, сжимаемы и имеют сетчатый скелет из губчатых волокон, в то время как Astroscleridae — коралловые губки, имеющие базальный слой из неорганического известняка. Неорганический известняковый скелет, на который нанизана тонкая органическая оболочка, являющаяся единственной живой тканью. Agelasidae включают в себя один богатый видами циркумтропический род. Astroscleridae ранее объединялись с другими подобными «склероспонгиями» в отдельный класс Sclerospongiae Hartman & Goreau, но последующие исследования (например, Vacelet, 1985) на живых и ископаемых коралловых губках ясно показывают, что они полифилетичны и могут быть отнесены к различным порядкам Demospongiae. Astroscleridae отличаются низким видовым и экологическим разнообразием. Они приурочены к криптическим рифовым местообитаниям, но имеют циркумтропическое распространение.

## Классификация
Включает более 58 видов. По состоянию на август 2023 года признаны 3 семейства. Крупнейший род Agelas включает около 50 видов.
- Agelasidae Verrill, 1907
- Astroscleridae Lister, 1900
- Hymerhabdiidae Morrow, Picton, Erpenbeck, Boury-Esnault, Maggs & Allcock, 2012[5][7]